# Cornershop
Cornershop é uma banda de indie rock formada em 1991 na cidade do Leicester e Wolverhampton. tambem posseu influencias de gêneros como, rock de garagem, música alternativa, e rock alternativo.

## Historia
formada em Leicester em 1991 por Tjinder Singh, nascido em Wolverhampton (compositor, cantor e guitarra), seu irmão Avtar Singh (baixo, vocais), David Chambers (bateria) e Ben Ayres (guitarra, teclados e tambura), os três primeiros foram anteriormente membros de uma banda em Preston Havoc baseado Geral, que lançou um single (o "EP rápido Jaspal") em 1991. O nome do grupo se originou a partir de um estereótipo que se refere à Ásia -britânicos proprietários são geralmente lojas de canto. Sua música é uma fusão de música indiana, britpop e música eletrônica.
A banda lançou seu álbum aclamado pela crítica "When I was born for the 7th time" em Setembro de 1997. O álbum contou com colaborações com Allen Ginsberg, Paula Frazer, Justin Warfield e um Yoko Ono e Paul McCartney Tampa aprovado de "Norweegian Wood". O álbum foi produzido por Tjinder Singh e Dan the Automator Rolling Stone chamou de uma das gravações essenciais da década de 1990. O álbum foi classificada como a No. 1 na lista de 'Spin Top 20 Álbuns do Ano "(1998)
A faixa "Brimful of Asha" superou o lendário 50 resumo festivo de faixas John Peel 's do ano em 1997.
Norman Cook (aka Fatboy Slim) amava a pista e remixou a canção que se tornou muito popular e capturou a atenção do mundo. A música foi uma homenagem ao índio prolífico reprodução cantor, Asha Bhosle, e influências musicais Tjinder, tais como Trojan Records e da cultura do vinil em geral.
Em 2000, Ayres e Singh lançou um álbum  inspirado na disco music Disco and the Halfway to Discontent como parte de seu projeto paralelo, Clinton. Este álbum inspirou o lançamento do clubnight com sede em Londres chamada Buttoned Down Disco, que levou o nome da terceira faixa do álbum.
No início de 1990, quando o cantor popular Morrissey estava sendo difamado pela imprensa musical do Reino Unido, após acusações de racismo, a banda foram convidados a comentar e Melody Maker publicou uma matéria com a banda a gravação de um quadro de o cantor fora dos escritórios da EMI.

## Integrantes

### Formaçao Atual
- Tjinder Singh - vocal, guitarra
- Ben Ayres - guitarra, teclados
- Nick Simms - bateria
- Peter Bengry - percussão
- Adam Blake - sitar
- Pete Downing - guitarra
- James Milne - baixo

### Ex-integrantes
- Avtar Singh - vocal, baixo
- David Chambers - bateria
- Anthony Saffery - sitar
- Wallis Healey - guitarra
- Pete Hall - percussão

## Discografia[2]

### Álbuns de Estúdio
- 1994: Hold On It Hurts
- 1995: Woman's Gotta Have It
- 1997: When I Was Born for the 7th Time
- 2002: Handcream for a Generation
- 2009: Judy Sucks a Lemon for Breakfast
- 2011: Cornershop and the Double 'O' Groove Of
- 2012: Urban Turban

### EP's
- 1993: Elemental / Wiiija split
- 1993: In the Days of Ford Cortina
- 1993: Naii Zindagi Naya Jeevan
- 1993: Lock Stock & Double Barrel
- 1995: Sitar

### Compilaçoes
- 1993: Elvis Sex Change
- 1993: The Sound of Mob Culture
- 1993: Peel Out in the States Programs 3 & 4
- 1993: By Any Means Necessary
- 1996: Heck on Wheels, Volume 7
- 1997: Rare Trax Vol. 2: Guess Who? Coole Cover-Versionen, die keiner kennt
- 1997: New Voices Vol. 14
- 1997: Music Matters 9
- 1997: Lucky 13 Strikes Again!
- 1997: Les Inrockuptibles présentent une Rentrée 97
- 1997: INTROducing Vol.8
- 1997: FM4 Soundselection 1
- 1997: Extreme Pulp
- 1997: Dr. Martens Music Sampler
- 1997: De Afrekening 14
- 1997: Class Of '97
- 1997: CMJ New Music Monthly 50 - October 97
- 1997: All Over Me
- 1998: Triple J Hottest 100 Volume 5
- 1998: The Greatest Hits of 1998
- 1998: The Best Club Anthems...Ever! III
- 1998: The Best Chart Hits in the World...Ever!
- 1998: The Best Anthems...Ever!
- 1998: The Best '90's Album in the World...Ever!
- 1998: Spring Collection
- 1998: Sorted!
- 1998: Smash Hits - Summer '98
- 1998: Shine Vol. 10
- 1998: Rock Sound Sampler - Volume 1
- 1998: Q - All the Best Music From the Best Bands of Summer Festivals '98
- 1998: Plastic Compilation: Volume 02
- 1998: Now Dance 98
- 1998: NOW 39
- 1998: Musikexpress 17: Alternation
- 1998: Mr. Music Hits 4.
- 1998: Massive Dance: 98 - Vol: 2
- 1998: Les Inrockuptibles présentent un Printemps 98
- 1998: GeneratioNext Music by Pepsi
- 1998: Digital Empire 2 - The Aftermath
- 1998: Appears on: DJ+Dance 2
- 1998: Club Culture Exposed!!
- 1998: A Campingflight to LOWLANDS Paradise 1998
- 1999: The All Time Greatest Pop Album
- 1999: Now That's What I Call Music 1998
- 1999: Crazy™
- 2000: La musique de Paris Dernière 1
- 2000: Beggin' for More: The Beggars Group Mid-Price Sampler
- 2001: Rough Trade Shops: 25 Years of Rough Trade Shops
- 2001: Rare Trax Vol. 17: East Meets West. A Journey Into Asian Groove
- 2002: Wish You Were Here: Love Songs for New York [The Village Voice]
- 2002: Uncut - April 2002
- 2002: The Album Vol.3
- 2002: New Voices Vol. 51
- 2002: Hvy.3.Sumosonic
- 2004: The Very Best of School Disco
- 2004: Life Styles: Best Of
- 2004: Heroes: The Anthems
- 2005: Rough Trade Shops: Counter Culture 2005
- 2005: Rough Trade Sampler - International Edition 02
- 2005: Remember the 90s
- 2006: The Greatest Hits: Why Try Harder (Fatboy Slim)
- 2006: 50 Jahre Popmusik - 1997 [Book & CD]
- 2007: The Triptych [Fred Deakin]
- 2007: The Brit Box: U.K. Indie, Shoegaze, and Brit-Pop Gems of the Last Millennium
- 2008: The Love Guru
- 2009: Score! Vol. 1: Peter Buck
- 2009: One
- 2009: Now Hear This!
- 2010: This Is Radio Strummer
- 2012: New Directions Home

### Simples
- "In The Days Of Ford Cortina
- "Lock Stock & Double Barrel
- "Reader's Wives"
- "Born Disco, Died Heavy Metal" (1994)
- "Seetar Man"
- "6 a.m. Jullander Shere"
- "My Dancing Days are Done"
- "W.O.G. - The U.S Western Oriental mixes"
- "Butter The Soul"
- "Good Ships"
- "Brimful of Asha"
- "Sleep on the Left Side"
- "Buttoned Down Disco"
- "People Power In The Disco Hour"
- "Lessons Learned From Rocky I to Rocky III"
- "Staging The Plaguing Of The Raised Platform"
- "Topknot" / "Natch"
- "Wop the Groove"
- "The Roll Off Characteristics Of History In The Making"
- "The School of Soul"
- "The Electronic E-Mail Mixes"
- "The Battle of New Orleans"
- "Supercomputed"
- "Non-Stop Radio"
- "What Did the Hippie Have in His Bag?"
- "Don’t Shake It (Let It Free)"
- "Milkin' It"
- "Who's Gonna Lite It Up"
- "Solid Gold"

## Ligaçoes externas
- Cornershop Site Oficial
- Cornershop no BBC
- Cornershop no MusicBrainz